# Pensée de groupe
La pensée de groupe (en anglais groupthink) est un phénomène psycho-sociologique de pseudo-consensus survenant parfois lorsqu'un groupe se réunit pour penser et prendre une décision : le désir d'harmonie ou de conformité au sein du groupe entraîne une prise de décision irrationnelle ou dysfonctionnelle. C’est le désir de cohésion qui anime les membres qui les amènent à converger vers une décision qui ne résout pas le problème auquel le groupe doit répondre, privilégiant la volonté d’aboutir collectivement sur celle de faire face au problème. La pensée critique est mise à l’écart et les désaccords sont niés.
L’étude de ce phénomène relève de la dynamique de groupe.
La pensée de groupe a été décrite par William H. Whyte dans Fortune en 1952. Irving Janis, en 1972, approfondit et détaille ensuite ce concept qui décrit le processus selon lequel les individus d'un groupe ont tendance (plutôt considérée péjorativement) à rechercher prioritairement une forme d'accord global plutôt qu'à appréhender de manière réaliste une situation.

## Définition
La définition de Janis, est :

« Un mode de pensée dont les gens usent lorsqu'ils sont profondément impliqués dans un groupe uni, quand le désir d'unanimité des membres outrepasse leur motivation à concevoir d'autres solutions de façon réaliste. »

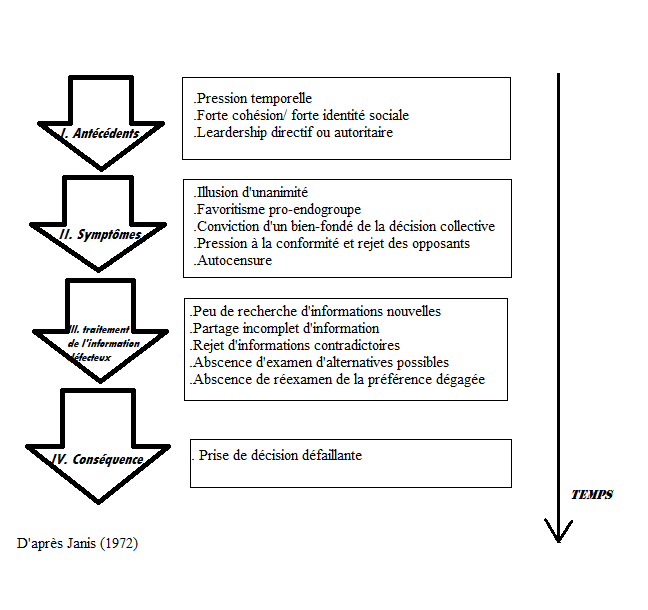
Résumé schématique de la pensée de groupe (Janis, 1972).

Le terme rappelle ceux utilisés par George Orwell dans 1984, tel que Doublepensée et Novlangue, avec une connotation péjorative délibérée : « la pensée de groupe se réfère à une détérioration de l'efficacité mentale, de la confrontation à la réalité et du jugement moral qui résulte de pressions internes au groupe »,.
Un exemple célèbre de cette définition est fourni par le paradoxe d'Abilene. La pensée de groupe, prenant le pas sur la personnalité de l'individu, peut trouver son exutoire sous une forme souvent exacerbée, dans les effets de foule.

## Enjeux de la pensée de groupe

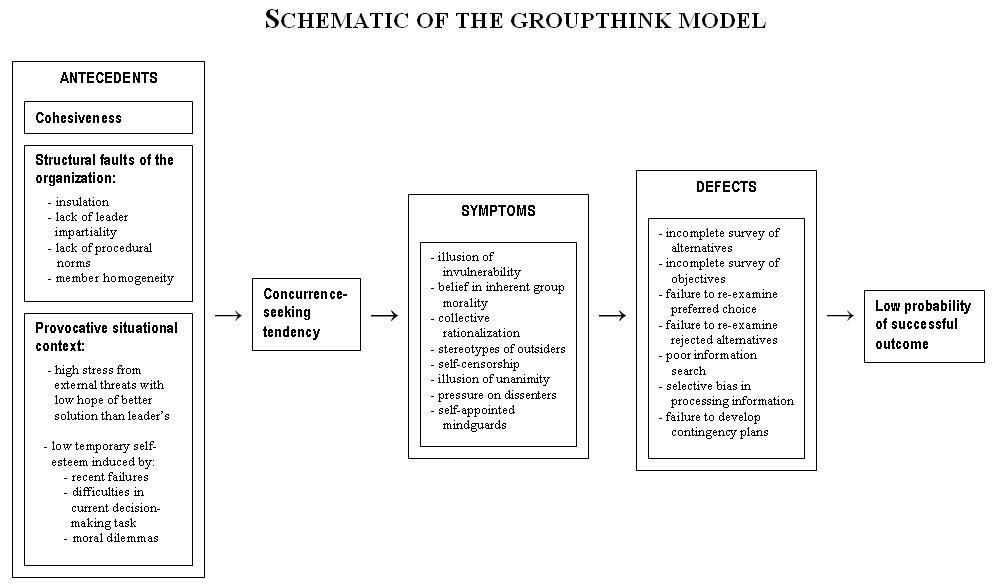
Schéma de la pensée de groupe (basé sur Janis et Mann 1977)

La conséquence est une situation dans laquelle le groupe finit par se mettre d'accord sur une décision :
que chaque membre du groupe — dans son for intérieur — croit peu sage ou peu pertinente (cas limite) ;
qui, de manière moins dramatique, est le résultat d'une décision collective qui ne satisfait personne car elle ne résulte pas d'une réelle prise en compte ni d'une concertation à propos des différents besoins de chaque individu.
Chaque membre du groupe essayant de se rassurer en se persuadant être arrivé à un compromis, pour lequel chaque membre du groupe a dû faire un effort et consentir des concessions.

## Les symptômes de la pensée de groupe
Les huit symptômes de la pensée de groupe identifiés par Irving Janis sont divisés en trois types.
Premier type, surestimations du groupe, de son pouvoir et de sa moralité :
1. L'illusion de l'invulnérabilité crée un excès d'optimisme et encourage la prise de risques extrêmes ;
2. La confiance aveugle en la moralité inhérente au groupe  conduit ses membres à ignorer les conséquences éthiques et morales de leurs décisions.

Deuxième type, l'étroitesse d'esprit :
1. Les efforts collectifs de rationalisation visent à ignorer les alertes et signaux qui pourraient conduire les membres à reconsidérer leurs présupposés avant qu'ils ne confirment leurs décisions passées ;
2. Les images stéréotypées des dirigeants adverses vus comme trop mauvais pour permettre une vraie négociation, ou trop faibles ou trop stupides pour contrer les risques pris pour tenter de les empêcher de parvenir à leurs fins.

Troisième type, la pression de la conformité :
1. L’autocensure des déviations par rapport au consensus du groupe reflète l'inclination de chacun à minimiser l'importance de ses doutes et de ses contre-arguments ;
2. L’illusion partagée de l’unanimité au sujet des jugements de la majorité (résultant en partie de l'autocensure, accrue par le présupposé erroné que le silence vaut accord) ;
3. La pression directe sur tout membre qui exprime des arguments solides contre un stéréotype, une illusion ou un engagement du groupe, précisant clairement que ce type de désaccord est contraire à ce qui est attendu des membres loyaux ;
4. L'émergence de gardiens de la pensée, des membres qui protègent le groupe d'informations contraires qui pourraient briser la complaisance partagée au sujet de l'efficience et de la moralité de ses décisions.

Lorsqu'un groupe présente la plupart des symptômes de la pensée de groupe, les conséquences d'une procédure de décision défaillante peuvent être attendues : analyse incomplète des autres options, analyse incomplète des objectifs, défaut d'examen des risques du choix favori, défaut de réévaluation des options initialement rejetées, piètre recherche d'information, biais de sélection dans le traitement de l'information disponible, défaut de préparation de plans de secours.

## Conditions propices à la pensée de groupe
En examinant des échecs de politique étrangère des États-Unis qu'il attribue à la pensée de groupe (l'enlisement de la guerre de Corée, l'escalade de la guerre du Viêt Nam, l'impréparation à l'attaque de Pearl Harbor, la bévue du débarquement de la baie des Cochons), et des cas où la pensée de groupe a été évitée (crise des missiles de Cuba, formulation du plan Marshall), Irving Janis identifie des causes favorables à son émergence :
1. Les décideurs forment un groupe cohésif.
2. L'organisation présente des défauts de structure, notamment :
- Isolation du groupe ;
- Manque d'une tradition d’impartialité de la direction ;
- Manque de normes exigeant des procédures méthodiques ;
- Homogénéité de l'origine sociale et de l'idéologie des membres.

3. Le contexte d'une situation de déclenchement, notamment :
- Une tension élevée par des menaces externes avec peu d'espoir d'une solution meilleure que celle du chef ;
- Une faible estime de soi temporairement induite par : des échecs récents mettant en exergue les faiblesses des membres, des difficultés excessives de prises de décision actuelles qui diminuent le sentiment d'efficience de chacun, des dilemmes moraux avec l'apparente absence d'options alternatives réalisables en dehors de celles qui violent les standards éthiques, etc.

## Prévention de la pensée de groupe
Il y a une tension entre la nécessité, pour une réflexion constructive, que les membres du groupe aient une certaine cohésion autour de valeurs fondamentales et un respect mutuel, et le risque d'une détérioration de la qualité des décisions prises, en raison de la recherche de convergence qui cause la pensée de groupe. Irving Janis fait des préconisations - non exemptes de limitations - qui peuvent être tentées pour éviter la pensée de groupe :
1. Les dirigeants devraient assigner à chaque membre le rôle d'évaluateur critique, afin d'encourager l'expression d'objections et de doutes, et admettre la critique afin que les membres ne soient pas découragés de faire part de leurs désaccords.
2. Les dirigeants ne devraient pas exprimer leurs préférences et attentes lorsqu'ils demandent à un groupe de réfléchir à une politique, mais se borner à définir l'étendue du problème et des ressources disponibles, de façon impartiale.
3. L'organisation devrait créer plusieurs groupes indépendants pour travailler sur la même question.

Pour compenser l'isolation, propice à la pensée de groupe, il formule les suggestions suivantes : 
1. Lorsqu'il examine la faisabilité et l'efficience des options étudiées, le groupe devrait parfois se scinder, se réunir séparément avec des présidents différents.
2. Chaque membre devrait discuter des délibérations du groupe avec des personnes de confiance et faire part de leurs réactions.
3. Le groupe devrait inviter des experts extérieurs, qui devraient être encouragés à remettre en question les vues des membres principaux.

Pour compenser le biais en faveur du dirigeant, il fait les propositions suivantes :
1. À chaque réunion, un membre au moins devrait être désigné pour jouer le rôle d'avocat du diable, peut-être avec une rotation afin d'éviter que cela ne soit de pure forme.
2. Quand il s'agit de relations avec une organisation rivale, un temps significatif doit être consacré à l'étude des signaux d'alerte des rivaux et à bâtir des scénarios alternatifs de leurs intentions.
3. Après avoir atteint un consensus préliminaire, le groupe devrait tenir une réunion « de la seconde chance » consacrée à l'expression des doutes résiduels et à repenser le problème entier avant de faire un choix définitif[9].